# Рашидов, Давлат Абдурафикович
Давлат Абдурафикович Рашидов (узб. Davlat Abdurafikovich Rashidov; род. 5 мая 1983 года, Самарканд) — узбекский предприниматель, продюсер. Генеральный директор и генеральный продюсер телеканала Севимли ТВ. Председатель правления медиагруппы «SMG».

## Биография
Родился 5 мая 1983 года в городе Самарканде. В 2000 году окончил школу и поступил в Самаркандский филиал Узбекского государственного университета мировых языков. Имеет степень бакалавра в области филологии, и степень магистра экономических наук. С 2004 по 2006 годы работал редактором молодежной газеты "Меридиан". В 2006 году перешел на работу в самую популярную газету Узбекистана «Даракчи», где сначала выступал в качестве консультанта редактора, затем был избран председателем наблюдательного совета издания. При Рашидове издание достигло пика тиража - к 2012 году тираж достигал 200 тысяч экземпляров узбекской и 40 тысяч русской версии, издания.
В 2017 году возглавил телеканал Sevimli TV, стоял у его истоков. Под его руководством канал вошел в топ самых популярных телеканалов Узбекистана. Выступал в качестве популярных киносериалов и телепередач, транслировавшихся на телеканале, среди которых криминальная драма "Qo`cha" ("Улица"). Также  несвойственное для Узбекистана реалити-шоу "Зирапча".
В 2022 году после того, как власти Узбекистана приняли решение создать первую национальную стриминговую платформу поддержал инициативу и основал частную национальную платформу SPlay. 

## Трудовая деятельность
- В 2004—2006 — редактор молодёжной газеты «Меридиан».

- В 2006—2014 — председатель наблюдательного совета, главный консультант газеты «Даракчи».
- С 2017 — генеральный директор, руководитель телеканала Sevimli TV[9] частного телеканала Узбекистана «Севимли ТВ». С 2022 года, по совместительству, является генеральным продюсером телеканала.
- С 2022 — основатель и генеральный директор мультимедийной платформы «SPlay».
- С 2022 — председатель правления медиагруппы «SMG».

## Продюсерская деятельность

### Сериалы

##### «Сабрия»
Драматический остросоциальный многосерийный фильм, снятый и транслировавшийся на телеканале Sevimli TV в 2021 году. Однако показ фильма был приостановлен после спорной критики.

##### "Куча" ("Улица")
Криминальный сериал 2019 года. Транслировался по телеканалу Sevimli TV. 

### Наиболее известные телепроекты

##### "Зирапча"
Социальный проект Sevimli TV. Реалити-шоу. Несколько девушек со сложной судьбой соглашаются на перевоспитание и помощь со стороны экспертов. Съемки и показ телешоу проходят с 2018 года. Было отснято четыре сезона.

#### Телепроекты
- «Иштаха Карнай»[13]
- «Ким экан?»
- «Одамлар орасида»
- «Севимли Кун»
- «Машхурлар»
- «Тошкентдан гапирамиз»
- «22 Дакика»
- «Дурмон окшомлари»
- «Замон»
- «Келгинди Келин»
- «Овсинлар»
- «Ижарага энага»
- «Менинг кайнонам генерал»
- «Олов пазанда»
- «Олов келин»
- «Кулдур гуп»
- «Эслаб-эслаб»
- «Зирапча»[14]
- «Сен ва мен»
- «Саховат Шоу»
- «Биргаликда»
- «Изларим»
- «Хайрли окшом»
- «Хар навасда уйгонаман»

## Семья
Жена — Амира Фирдавсовна Рашидова. Есть два сына и дочь.

## Награды
- 2017 год — Нагрудный знак «25 Лет Конституции Узбекистана»
- 2020 год — Нагрудный знак «Мехр-Саховат»
- 2021 год — Нагрудный знак «30 Лет Независимости Узбекистана»